# Naphthalin-2-sulfonsäure
Naphthalin-2-sulfonsäure ist eine chemische Verbindung aus der Gruppe der Naphthalinsulfonsäuren.

## Gewinnung und Darstellung
Naphthalin-2-sulfonsäure kann durch Reaktion von Naphthalin mit Schwefelsäure bei einer Temperatur von 170 °C gewonnen werden. Über die Ausgangsverbindung steht die Naphthalin-2-sulfonsäure im Gleichgewicht mit der Naphthalin-1-sulfonsäure, wobei bei höherer Temperatur das 2-Isomer bevorzugt wird. Bei 160 °C liegt zu 15 % die Naphthalin-1- und zu 85 % die Naphthalin-2-sulfonsäure vor. Das unerwünschte Isomer muss nachfolgend abgetrennt werden. Naphthalin-2-sulfonsäure wird durch heiße wässrige Mineralsäuren viel schwieriger desulfoniert als Naphthalin-1-sulfonsäure. Die Geschwindigkeit wurde mit dem 50-fachen der Geschwindigkeit gemessen. Die Halogenierung greift entweder an der 5-Position oder an der 8-Stellung an. Speziell die Bromierung kann deshalb zur Trennung einer Mischung von Naphthalin-1-sulfonsäure von Naphthalin-2-sulfonsäure verwendet werden, da letztere ein lösliches Produkt bildet, während die erstere desulfoniert.
Aus wässrigen Lösungen kristallisiert das Mono- oder Trihydrat aus.

## Eigenschaften
Naphthalin-2-sulfonsäure ist ein brennbarer, schwer entzündbarer, hygroskopischer, kristalliner, weißer bis schwach bräunlicher Feststoff, der leicht löslich in Wasser ist.
Bei der Nitrierung entstehen vor allem die 5- und 8-Nitro-Derivate als Zwischenprodukte für die Cleve-Säuren (Aminonaphthalinsulfonsäuren nach Per Teodor Cleve). Naphthalin-2-sulfonsäure kondensiert mit Formaldehyd oder Alkoholen zu oberflächenaktiven Stoffen. Das Zwischenprodukt 2-Thionaphthol kann durch katalytische Hydrierung von Naphthalin-2-sulfonsäure gewonnen werden, wird aber traditionell durch Reduktion von Naphthalin-2-sulfonylchlorid mit Zink hergestellt.

## Verwendung
Naphthalin-2-sulfonsäure wird als Zwischenprodukt zur Herstellung von Direktfarbstoffen, Reaktivfarbstoffen und Agrochemikalien verwendet. Sie wird dabei als Ausgangsstoff zur Herstellung von 2-Naphthol verwendet. Ebenso wird sie zur Herstellung der 1,6-, 2,6- und 2,7-Disulfonsäuren sowie der 1,3,6-Trisulfonsäure eingesetzt.